# Kevin Lewis (Fußballspieler, 1940)
Kevin Lewis (* 19. September 1940 in Ellesmere Port) ist ein ehemaliger englischer Fußballspieler. Als Rechtsaußen war er zu Beginn der 1960er-Jahre Teil der Mannschaft des FC Liverpool, der 1962 die Rückkehr in die höchste englische Spielklasse gelang. Die große Fußballerkarriere blieb ihm jedoch versagt und er wanderte 1965 nach Südafrika aus.

## Sportlicher Werdegang
Lewis wurde unweit von Liverpool in Ellesmere Port geboren. Sein Vater Tommy Lewis war selbst Fußballer und hatte in Liverpool für den FC Everton sowie für den FC Blackpool gespielt. Dessen Mannschaftskamerad und Freund Joe Mercer war schließlich Entdecker des Sohns, als dieser in der Schulmannschaft auf sich aufmerksam gemacht hatte. Als damaliger Trainer des Zweitligisten Sheffield United nahm Mercer Lewis zunächst auf Amateurbasis auf und im Alter von gerade einmal 16 Jahren lief der Neuling in Sheffields Reservemannschaft auf. Als Rechtsaußen war er nach seiner Beförderung in den Profikader vor allem in den beiden Spielzeiten 1958/59 und 1959/60 Stammspieler. Für sein Alter wirkte er bereits sehr robust, dazu kopfball- und schussstark. Mit gleichsam guter Schnelligkeit und Technik ausgestattet, galt der Jugendnationalspieler als eines der größten Talente in der zweiten Liga und mit neun Toren als torgefährlich. Bedenken nach einer Operation in Folge eines Knorpelschadens wurden aufgrund von guten Leistungen nach der Genesung verworfen, so dass er im Juni 1960 für eine fünfstellige Ablösesumme zum ambitionierten Zweitligakonkurrenten FC Liverpool wechselte. Liverpools Trainer Bill Shankly hatte Lewis bereits länger beobachten lassen, beginnend von dem Zeitpunkt an, als Mercer Sheffield im Dezember 1958 verlassen hatte.
In seiner Debütsaison 1960/61 verpasste Lewis zwar mit Liverpool das Aufstiegsziel, aber mit 22 Toren (davon 19 in der zweiten Liga) entwickelte er sich zum Toptorschützen des Vereins. Im Sommer 1961 war er dann im Zentrum einer Kontroverse, da er erklärte, den Profifußball aufgeben zu wollen, um in der Bekleidungsindustrie Fuß zu fassen. Diesen Plan hatte er mit dem elf Jahre älteren Teamkollegen Dave Hickson geschmiedet. Während Hickson den Klub verließ, konnte Shankly den 20-Jährigen mit dem damaligen Maximalgehalt von einem Verbleib überzeugen. So blieb dieser beim Aufstieg 1962 ein wichtiger Faktor und mit seinem Doppelpack zum 2:0 gegen den FC Southampton sicherte er im April 1962 Liverpool die Zweitligameisterschaft. Zurück in der höchsten englischen Spielklasse schoss Lewis das erste Tor für den FC Liverpool, der jedoch mit 1:2 gegen den FC Blackpool unterlag. In dieser Zeit fiel es Lewis jedoch immer schwerer, sich in der Mannschaft zu etablieren. Dies lag auch an Ian Callaghan, der ihn schon im Aufstiegsjahr im rechten Mittelfeld erfolgreich verdrängt hatte und Lewis in erster Linie als Ersatz für Ian St. John eingesprungen war. In der Saison 1962/63 wechselte er häufiger auf die linke Seite für den schwächelnden Alan A’Court, aber als auf der dortigen Position im Sommer 1963 Peter Thompson verpflichtet wurde, waren Lewis’ Tage in Liverpool gezählt.
Lewis zog es im August 1963 zum Zweitligisten Huddersfield Town, bevor er im Alter von nur 24 Jahren dem englischen Profifußball den Rücken kehrte und 1965 nach Südafrika auswanderte. Dort gewann er 1967 die Meisterschaft, bevor eine Knöchelverletzung im Jahr 1968 seine aktive Karriere beendete. Ab November 1966 bestritt er zudem einige Partie für Wigan Athletic in der Cheshire County League.

## Titel
- Südafrikanischer Meister (1): 1967